# 希腊数字
希腊数字是一套使用希腊字母表示的记数系统，也称为愛奧尼亞數字、米利都数字、亚历山大数字、字母数字。在现代希腊，它们仍被使用在序数词上，并且很大程度上同西方使用罗马数字相似；而在日常使用基数词的时候人们还是使用阿拉伯数字。
希腊最早的记数系统是首字母（acrophony）的阿提卡数字，同罗马数字的运作非常相似（罗马数字就是借鉴了希腊数字），使用以下的公式：
{\displaystyle \mathrm {I} =1{\mbox{, }}\Pi =5{\mbox{, }}\Delta =10{\mbox{, }}\Pi \Delta =50\,}，{\displaystyle \mathrm {H} =100{\mbox{, }}\Pi \mathrm {H} =500{\mbox{, }}\mathrm {X} =1000{\mbox{, }}\Pi \mathrm {X} =5000\,}，{\displaystyle \mathrm {M} =10000\,}　以及　{\displaystyle \Pi \mathrm {M} =50000\,}。
从前4世纪起，阿提卡数字被一个半十进制的字母系统取代，也被称为爱奥尼亚数字。每个个位数字{\displaystyle (1,2,3,\ldots ,9)}由一个字母表示，每个十位数字{\displaystyle (10,20,30,\ldots ,90)}由另一些字母表示，并且百位数字亦如此。这样要求27个字母，而24个希腊字母不够使用。因此三个废弃的希腊字母被重新使用：Digamma（{\displaystyle \mathrm {\Digamma} }，同时使用的也有Stigma {\displaystyle \mathrm {\Stigma} }）表示6，Koppa（{\displaystyle \mathrm {\Koppa} }）代表90，以及Sampi（{\displaystyle \mathrm {\Sampi} }）表示900。参见数字：Digamma, Stigma, Koppa, Sampi。后接一个尖音符「'」用来将数字和字母区分开来。 
爱奥尼亚数字通过右加左減的原则将字母按照数值组合成想要表达的值，比如241表示成「{\displaystyle \sigma \mu \alpha '(241=200+40+1)\,}」、97表示成「{\displaystyle \gamma \rho '(97=100-3)\,}」（左減原则可跨位，却必须1至3位，94应表示成「{\displaystyle \iota \rho \delta '(94=100-10+4)\,}」而非「{\displaystyle \mathrm {\stigma} \rho '(94=100-6)\,}」，同阿拉伯數字個十百分位概念）。
要表达1,000至999,999的数字，相同的字母被重复是用来表示千、万和十万。在字母前置一个倒转的尖音符来将它与标准用法区分，倒转的尖音符的数目代表乘1000的倍数。如2005表示为「{\displaystyle ,\beta \epsilon '(2005=2000+5)\,}」、3,999,700表示为「{\displaystyle \tau ,,\delta '(3,999,700=4,000,000-300)\,}」。
| 字母                                                   | 值 |  | 字母                                                 | 值 |  | 字母                                                 | 值  |
| ------------------------------------------------------ | -- |  | ---------------------------------------------------- | -- |  | ---------------------------------------------------- | --- |
| {\displaystyle \mathrm {A} \alpha \,}                  | 1  |  | {\displaystyle \mathrm {I} \iota \,}                 | 10 |  | {\displaystyle \mathrm {P} \rho \,}                  | 100 |
| {\displaystyle \mathrm {B} \beta \,}                   | 2  |  | {\displaystyle \mathrm {K} \kappa \,}                | 20 |  | {\displaystyle \Sigma \sigma \,}                     | 200 |
| {\displaystyle \Gamma \gamma \,}                       | 3  |  | {\displaystyle \Lambda \lambda \,}                   | 30 |  | {\displaystyle \mathrm {T} \tau \,}                  | 300 |
| {\displaystyle \Delta \delta \,}                       | 4  |  | {\displaystyle \mathrm {M} \mu \,}                   | 40 |  | {\displaystyle \Upsilon \upsilon \,}                 | 400 |
| {\displaystyle \mathrm {E} \epsilon \,}                | 5  |  | {\displaystyle \mathrm {N} \nu \,}                   | 50 |  | {\displaystyle \Phi \phi \,}                         | 500 |
| {\displaystyle \mathrm {\Stigma} \mathrm {\stigma} \,} | 6  |  | {\displaystyle \Xi \xi \,}                           | 60 |  | {\displaystyle \mathrm {X} \chi \,}                  | 600 |
| {\displaystyle \mathrm {Z} \zeta \,}                   | 7  |  | {\displaystyle \mathrm {O} \mathrm {o} \,}           | 70 |  | {\displaystyle \Psi \psi \,}                         | 700 |
| {\displaystyle \mathrm {H} \eta \,}                    | 8  |  | {\displaystyle \Pi \pi \,}                           | 80 |  | {\displaystyle \Omega \omega \,}                     | 800 |
| {\displaystyle \Theta \theta \,}                       | 9  |  | {\displaystyle \mathrm {\Coppa} \mathrm {\coppa} \,} | 90 |  | {\displaystyle \mathrm {\Sampi} \mathrm {\sampi} \,} | 900 |

在现代希腊，大写字母更为常见，如　　即为腓力五世。

## 更大的数字
希腊人使用“Myriad”表示“万”，“万万”以表示“亿”。例：
{\displaystyle {\begin{alignedat}{2}{\stackrel {,\delta \phi \pi \beta }{\mathrm {M} }}\psi \theta '&=45,820,709\\&=4582\cdot 10,000+709\\\end{alignedat}}}
自然哲学家阿基米德在他的《数沙者》一篇中提出了更为先进的表示大数的方法，比如沙滩上沙粒的数目，以及宇宙中所有世界里的所有沙滩上的所有沙粒的数目。

## 希腊的零
希腊世界的天文学家将这一系统延伸为六十进制的按位记数制系统，使每一位表示最高至59的数值，并由一个特别的符号表示零，它的用法更接近现代的零而非简单的占位符。不过，按位计数一般局限于数字的分数部分（称为分、秒、毫等），而它们不用再数字的整数部分。这个系统可能由喜帕恰斯于约前140年从巴比伦数字引入。其后它又被托勒密、特翁（Θεος）及其女希帕提娅所采用。
希腊六十进制中表示零的符号几度变更。二世纪中纸莎草上使用的是一个非常小的圆圈，其上画有一道数厘米长的横杠，横杠两端有不同的收尾。后来上横杠缩短到仅有一厘米左右，与现代的Omicron（ō）非常相似。在后期的中世纪阿拉伯手稿中当使用字母数字的时候它仍被应用。在拜占庭时期的手稿中上横杠逐渐被省略，成为单纯的。这个逐渐向变化的过程说明其源自（表示“无”）的字首这一假说不足以成立。[Otto Neugebauer, The Exact Sciences in Antiquity(2版, Providence, RI: Brown University Press, 1957) 13-14, 2镶板.]
托勒密的一些真的“零”出现在他的日食表的第一行，这是一个计算月球中心和太阳中心（对于日食）或是地球阴影中心（对于月食）的角度差的表格。所有的这些“零”以0 | 0 0的形式出现，即托勒密使用了三个上述的符号来代表一个零。中间的竖线表示整数部分实际上单列于左面，在他的表格中被称为“数位”（digit），每一个代表五角分；而分数部分被称为“掩始分”（immersion minute），分别为一位的60分之一和360分之一，[Ptolemy Almagest, 翻译 G. J. Toomer, 书6, (Princeton, NJ: Princeton University Press, 1998), 页:306-7]。

## 外部連結
- The Greek Number Converter （页面存档备份，存于）